# Hölle am Kongo
Hölle am Kongo ist ein US-amerikanischer Abenteuerfilm aus dem Jahr 1951 von William Berke. Produziert von Columbia Pictures ist er der sechste von 16 Filmen, die auf dem Comicstrip Jungle Jim von Alex Raymond, der ab 1934 veröffentlicht wurde, basieren.

## Handlung
Im Dschungel des Kongos verehren die Eingeborenen das Okongo, eine Kreuzung aus Zebra und Antilope. Mit ihren Drüsen können die seltenen Tiere Blätter des Mandrobaumes in ein starkes Narkotikum verwandeln. Dschungel Jim bemerkt ein Flugzeug, das einige Zeit lang kreist und dann in einen See stürzt. Jim kann den Piloten Ronald Cameron retten. Cameron ist Polizeiinspektor und auf der Suche nach Professor Dunham. Dunham, Dekan der Universität Kairo, unternahm Forschungen über das Okongo und verschwand spurlos. Jim bietet seine Hilfe an und so machen sich beide Männer auf den Weg. Sie stoßen auf ein Eingeborenendorf, das verlassen wirkt.
Eine Eingeborene taucht auf und wirft ein Messer auf Jim. Jim weicht aus und verfolgt mit Cameron die Flüchtige. Bei einer Höhle geraten sie in ein großes Netz, das von einer Gruppe Frauen ausgelegt wurde. Als Jim ein Stammeszeichen macht, werden sie freigelassen. Die Anführerin Leta erklärt, dass die Männer des Stammes von weißen Jägern entführt wurden, die mit der Hilfe der Männer Okongos finden wollen. Cameron glaubt nicht, dass Dunham, der die Traditionen der Eingeborenen kennt und respektiert, damit etwas zu tun hat. Leta akzeptiert, die beiden zu einer Herde Okongos zu führen, wenn sie dafür die Männer befreien.
Im Lager der Jäger wird Dunham gezwungen, das Narkotikum durch die gefangenen Okongos zu gewinnen. Die Jäger werden von Grant und Barnes angeführt. Als ein Eingeborener eines der Tiere absichtlich frei lässt, wird er von Magruder angeschossen, kann aber dennoch in den Dschungel flüchten. Zur gleichen Zeit verlangt Cameron eine Marschpause. Leta bemerkt den flüchtenden Eingeborenen, der von Cameron erschossen wird. Cameron macht Notwehr geltend, Jim ist misstrauisch.
Im Lager beschließen die eingeborenen Männer, einen von ihnen loszuschicken, um die Polizei zu holen. Der Mann schafft es aus dem Lager, wird aber von einem Leoparden angefallen. Jim kann die Raubkatze töten, doch der Mann stirbt an den erlittenen Verletzungen. Jim folgt den Spuren des Mannes zurück zum Lager, doch am Rande eines Wüstenstreifens, der den Dschungel von den Gründen der Okongos trennt, wird die Gruppe von einem Sandsturm überrascht. Eine gigantische Riesenspinne greift Jin an, der das Untier tötet.
Im Dorf der Eingeborenen bewaffnet Mahara die zurückgebliebenen Frauen und will nach der Okongoherde suchen. Zur gleichen Zeit zwingt Grant die Männer, so viele Okongos wie möglich zu fangen. Dunham zerbricht die Flaschen mit dem bisher gewonnenen Narkotikum und flüchtet in den Dschungel. Magruder verfolgt den Professor und schießt auf ihn. Jim hört die Schüsse und stößt auf halb bewusstlosen Dunham, den er bei Leta und Cameron zurücklässt. Jim macht sich auf die Verfolgung Magruders. Dunham kommt zu sich und beschuldigt Cameron, der Anführer der Jäger zu sein. Leta eilt zu Jim, wird dabei von zwei Jägern gesehen und verfolgt. Zu Letas Rettung erscheint Mahara mit den Frauen.
Jim erreicht das Lager und kann in der Nacht die Männer befreien. Der folgende Angriff auf das Lager wird von Cameron gestoppt, der mit Dunhams Tod droht, wenn Jim und die Eingeborenen sich weigern, Okongos zu fangen. Am nächsten Tag führt Jim die Jäger zu den Okongoherden. Noch vor der Ankunft kann er zwischen den Bäumen untertauchen. Eine aufgescheuchte Okongoherde galoppiert durch den Wald. Das Chaos nutzen die Eingeborenen, um die Jäger anzugreifen. Während Jim mit Cameron kämpft, kommen die Frauen als Verstärkung zu Hilfe. Cameron gerät unter die Hufe einiger Okongos und wird zu Tode getrampelt. Nach dem Sieg über die Jäger wird Jim zu einer Siegesfeier eingeladen.

## Hintergrund
Gedreht wurde der Film Ende Juni 1950 in den Vasquez Rocks, auf der Movie Ranch von Ray Corrigan im Simi Valley, in Santa Clarita und in Agua Dulce.
Zwischen 1948 und 1955 entstanden 16 Filme für die Reihe, alle mit Johnny Weissmüller in der Hauptrolle. Die Reihe begann für ihn direkt im Anschluss nach seinem letzten Tarzanfilm Tarzan in Gefahr.
In einer kleinen nicht im Abspann erwähnten Nebenrolle trat John Hart auf. Ebenfalls unerwähnt blieb Blanca Vischer als Mahara.

## Veröffentlichung
Die Premiere des Films fand am 26. Februar 1951 statt. In der Bundesrepublik Deutschland kam er am 24. Oktober 1952 in die Kinos.

## Kritiken
Das Lexikon des internationalen Films schrieb: „Trivial-Abenteuerfilm der B-Kategorie, entstanden als Folge einer insgesamt 16teiligen Serie. Anspruchslose Unterhaltung ohne erkennbares Profil.“
Der Kritiker des TV Guide sah ein Standard-Dschungelmärchen.